# Metallofono
Il metallofono è uno strumento musicale formato da barrette di metallo accordate che vengono colpite per produrre un suono, di solito con dei battenti. I metallofoni sono quindi degli idiofoni a percussione diretta e, secondo la classificazione Hornbostel-Sachs, rientrano nella classe 111.222 ("insiemi di placche a percussione").

## Storia
I metallofoni si usano nella musica da centinaia di anni sono particolarmente diffusi in estremo oriente. Ci sono parecchi tipi diversi usati nei complessi dei gamelan balinesi e giavanesi, compresi il gendér, il gangsa e il saron. Questi strumenti hanno una singola fila di barrette, accordate alle caratteristiche scale pelog o slendro, o a un loro sottoinsieme. Anche il glockenspiel e il vibrafono occidentali sono metallofoni: hanno due file di barrette, a imitazione della tastiera del pianoforte, e sono accordati alla scala cromatica.
Nella musica del XX secolo e oltre, la parola metallofono a volte si applica specificamente a una singola fila di barrette di metallo sospese su una cassa di risonanza. I metallofoni accordati alla scala diatonica si usano spesso nelle scuole; Carl Orff usò metallofoni diatonici in parecchi dei suoi pezzi, inclusi il suo lavoro didattico Schulwerk. Metallofoni con accordature microtonali sono usati nelle Pléïades di Iannis Xenakis e nella musica di Harry Partch.

## Metallofoni ok.

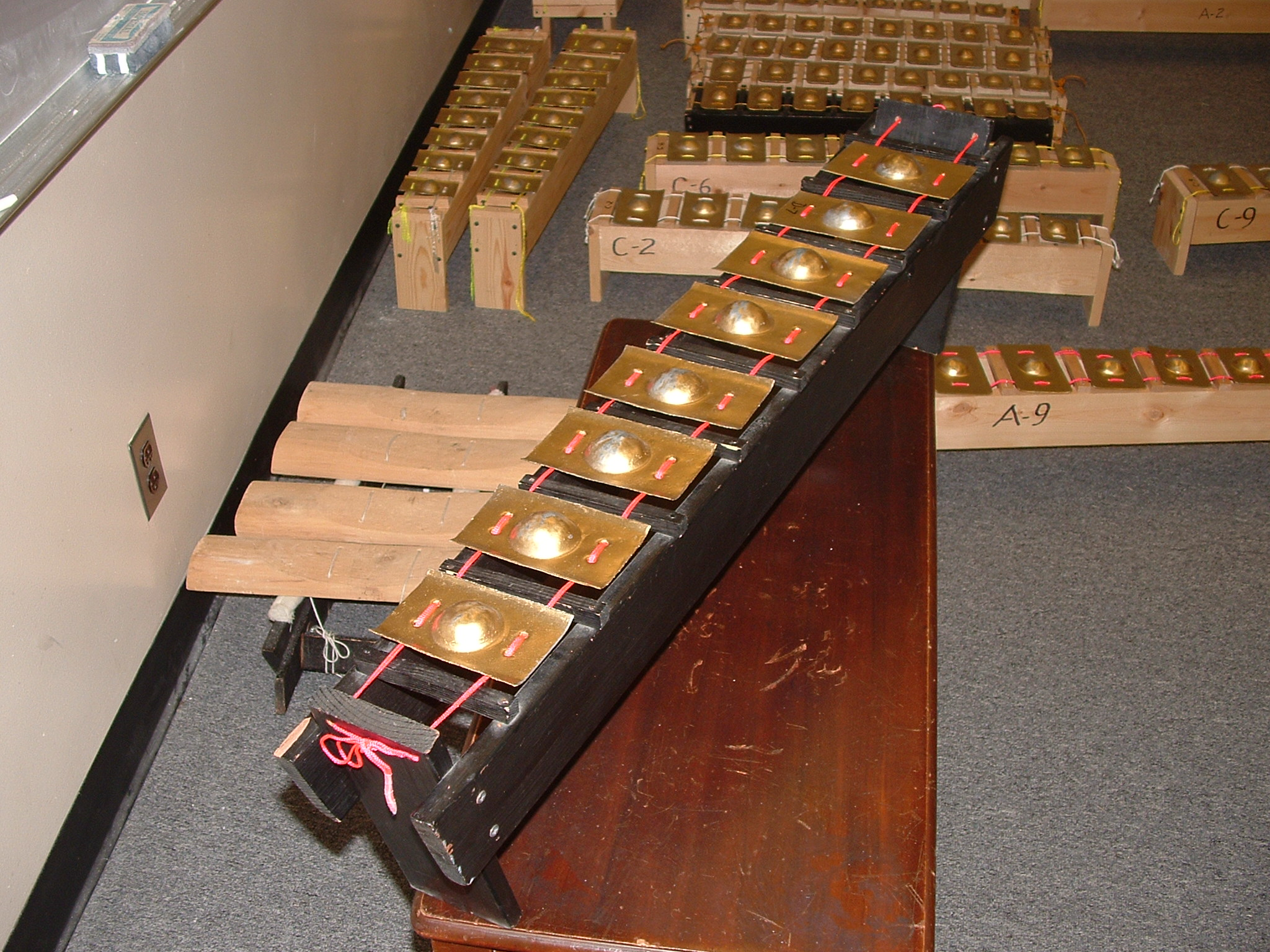
Kulintang a Tiniok: metallofono filippino

- Celesta
- Fangxiang
- Gangsa
- Gendér
- Glockenspiel
- Jegogan
- Jublag
- Kulintang a Tiniok/Sarunay
- Ranat ek lek
- Ranat thum lek
- Roneat dek
- Roneat thong
- Saron
- Slentem
- Marimbafono di metallo
- Ugal
- Vibrafono